# Globicornis alpina
Globicornis alpina is een keversoort uit de familie spektorren (Dermestidae). De wetenschappelijke naam van de soort werd in 1912 gepubliceerd door Maurice Pic.